# Wybory generalne w Zimbabwe w 2018 roku
Wybory generalne w Zimbabwe w 2018 roku – wybory prezydenta, parlamentu i władz lokalnych przeprowadzone 30 lipca 2018 r., po raz pierwszy od obalenia prezydenta Roberta Mugabe.

## Tło i kampania wyborcza
O prezydenturę starało się 23 kandydatów, jednak faworytami byli dotychczasowy prezydent Emmerson Mnangagwa z ZANU-PF oraz Nelson Chamisa z Ruchu na rzecz Demokratycznej Zmiany. O miejsca w parlamencie ubiegało się 55 partii politycznych, przy czym największe szanse na zwycięstwo miały ZANU-PF i Ruch na rzecz Demokratycznej Zmiany. Głosować można było w ponad 10 tys. lokali wyborczych.
Wybory w 2018 r. były pierwszymi od obalenia Roberta Mugabego, którego zastąpił dotychczasowy wiceprezydent Mnangagwa. Głównym celem nowego prezydenta było uzyskanie demokratycznej legitymacji dla swoich rządów, co miało mu ułatwić kontakty z państwami zachodnimi. W związku z tym Mnangagwa wpuścił do kraju obserwatorów z USA i Unii Europejskiej, nie stosował jawnie przemocy wobec opozycji i otworzył granice dla białych farmerów wysiedlonych z kraju za rządów Mugabego.
Pomimo oznak liberalizacji, partia władzy i jej kandydat na prezydenta byli nadreprezentowani w mediach i na plakatach wyborczych, a nagłe podniesienie płac w sektorze publicznym mimo złego stanu finansów państwa odebrano jako kupowanie poparcia, zaś komisja praw człowieka ONZ donosiła o zastraszaniu wyborców, grożeniu przemocą, nękaniu i przymuszaniu do udziału w wiecach wyborczych, a opozycja skarżyła się na stronniczość komisji wyborczej oraz wpisywanie na listy wyborców osób zmarłych.
29 lipca w wieczornej konferencji prasowej były prezydent Robert Mugabe ogłosił, że nie poprze ZANU-PF i Emmersona Mnangagwy, którzy obalili go pół roku wcześniej. Jednocześnie zadeklarował poparcie dla Ruchu na rzecz Demokratycznej Zmiany.
W przypadku braku rozstrzygnięcia w wyborach prezydenckich, ich drugą turę zaplanowano na 9 września 2018 roku.

## Wyniki
1 sierpnia państwowa komisja wyborcza poinformowała, że frekwencja wyborcza wyniosła 70%. Według oficjalnych wyników 144 mandatów w parlamencie uzyskał ZANU-PF, a Ruch na rzecz Demokratycznej Zmiany 64. Jednocześnie komisja wstrzymała publikację wyników wyborów prezydenckich z powodu niezgłoszenia się przedstawicieli dwóch kandydatów – przedstawiciele kandydatów mieli prawo weryfikować wyniki przed ich publikacją. Dwa dni później komisja wyborcza ogłosiła, że Mnangagwa zdobył 50,8% głosów, a Chamisa 44,3%.

## Reakcje krajowe i międzynarodowe
Na wieść o wynikach wyborów parlamentarnych w stołecznym Harare doszło do zamieszek, demonstranci uznali wyniki za sfałszowane i ruszyli w kierunku siedziby partii ZANU-PF, blokowali ulice, palili opony i obrzucali policjantów kamieniami. Siły bezpieczeństwa używały działek wodnych, gazu łzawiącego i strzelały w powietrze, choć w jednym incydencie wojsko strzelało do demonstrantów, zabijając sześć osób. Opozycyjny Ruch na Rzecz Demokratycznej Zmiany ogłosił, że w ich ocenie zwycięstwo odniósł kandydat tej partii, Nelson Chamisa. Minister spraw wewnętrznych Obert Mpofu w odpowiedzi oświadczył, że bezprawne podawanie się za zwycięzcę wyborów może być uznane za przestępstwo.
Obserwatorzy z Unii Afrykańskiej uznali, że wybory przebiegały prawidłowo i nie zgłosili do nich zastrzeżeń. Obserwatorzy z UE i USA wskazywali na liczne nieprawidłowości w trakcie kampanii i wyborów, jednak nie orzekli czy miały one charakter systemowy i powstrzymali się od całościowej oceny wyborów.